# Øystein Alme

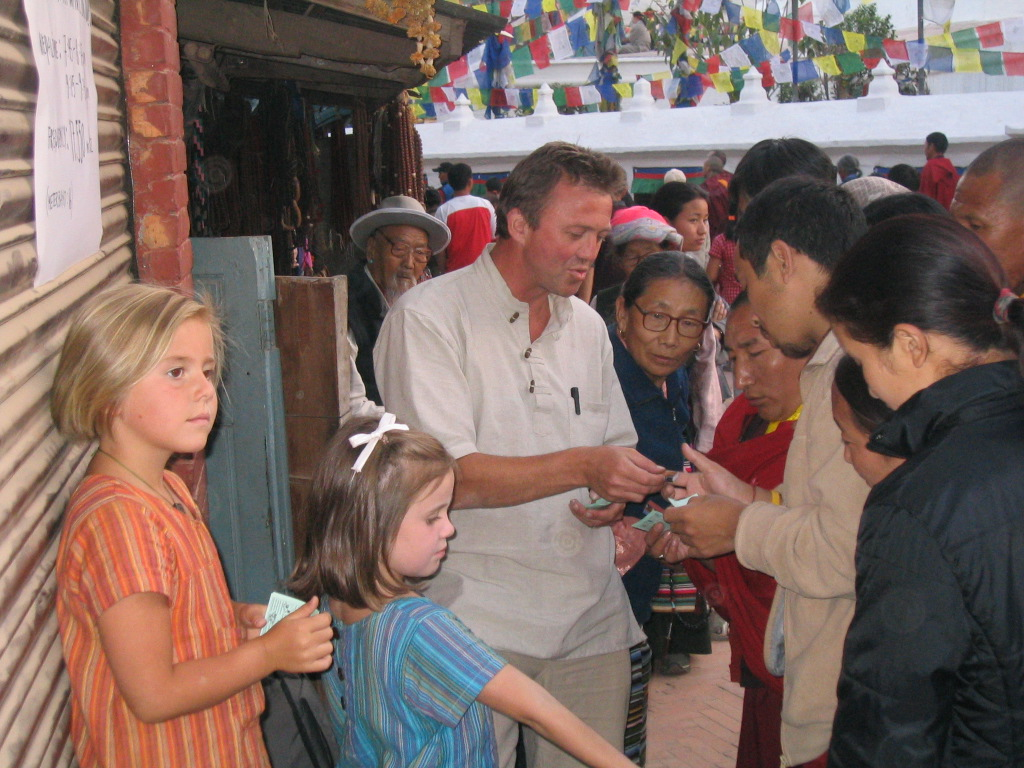
Øystein Alme w Katmandu, w czasie promocji Voice of Tibet

Øystein Alme (ur. 10 sierpnia 1960) − norweski pisarz i aktywista w kampanii o wolny Tybet.
Razem z Mortenem Vågen napisał książkę Silenced - China’s Great Wall of Censorship wydaną przez wydawnictwo Amaryllis w maju 2006. Książka opisuje przypadki łamania praw człowieka, wolności wypowiadania się i problemy z cenzurą jakie mają miejsce w Chinach i Tybecie.
Øystein Alme jest także szefem radiostacji Voice of Tibet.